# Hámall Þormóðsson
Hámall Þormóðsson (Thormodhsson, n. 944) fue cuarto Allsherjargoði del Althing (asamblea de hombres libres) de Islandia desde aproximadamente el año 1020 a 1055. Hámall era hijo del Allsherjargoði Þormóður Þorkelsson. De su relación con Arndís Styrbjarnardóttir, hija de Styrbjörn Þórarinsson (un descendiente de Eilífur örn Atlason), tuvo tres hijos: Már Hamalsson (n.1015), Þormóður Hamalsson (n. 1020), y Torfi Hamalsson (n. 1025) pero las fuentes contemporáneas no reflejan que ninguno de los tres heredasen el cargo del padre, como era habitual en la Era vikinga. A partir de Hámall hay un vacío de información sobre el cargo, hasta la aparición en las fuentes de Guðmundr gríss Ámundason ya finalizada la Era vikinga, unos cien años más tarde, todavía en la Mancomunidad Islandesa.